# Día Internacional del Derecho a la Blasfemia
El Día Internacional del Derecho a la Blasfemia o Día de la Blasfemia alienta a individuos y grupos a expresar abiertamente sus críticas, o incluso su desprecio por la religión. Fue fundado en el año 2009 por el Center for Inquiry, una organización «dedicada a promover la ciencia, la razón, la libertad de investigación y los valores humanistas», con sede en Estados Unidos. En una entrevista su presidente y director ejecutivo, Ronald Lindsay, planteó acerca del Día de la blasfemia en una entrevista para CNN: «Creemos que las creencias religiosas deben ser objeto de examen y la crítica al igual que lo son las creencias políticas, pero tenemos un tabú en la religión».
El «Día Internacional del Derecho a la Blasfemia» no es un día internacional reconocido oficialmente; aun así se busca el reconocimiento de este como un derecho fundamental para la libertad de creencias. 
Por el contrario, el 30 de septiembre es reconocido mundialmente como el «Día Internacional de la Traducción».

## Origen
El día fue establecido el 30 de septiembre, aniversario de la publicación de los conocidos dibujos satíricos de Mahoma en el diario Jyllands Posten de Dinamarca. Aunque los dibujos inicialmente causaron cierta controversia dentro de Dinamarca, en especial dentro de la comunidad islámica, luego se convirtió en un asunto de impacto internacional, después de que varios imanes de diversos países convocaran a violentas protestas en las que, incluso, se quemaron embajadas danesas y cerca de un centenar de personas perdieron la vida.
En una entrevista de USA Today a Justin Trottier, en coordinador del Día de la blasfemia en Toronto: «No estamos tratando de ofender, pero si en el curso del diálogo y el debate, la gente se ofende, eso no es nuestro problema. No existe un derecho humano a no ser ofendido».
Desde entonces se han realizado eventos en todo el mundo en el marco del Día de la Blasfemia. El primer informe anual de 2009 incluyó una exhibición de arte en Washington D. C., y un festival a favor de la libertad de expresión en Los Ángeles. El Día de la Blasfemia también ha sido ampliamente discutido a través de las redes sociales, en la web, y cubierto por varios medios de comunicación.
Algunos grupos escépticos han tomado esta fecha para luchar contra las leyes antiblasfemia y para llamar al librepensamiento:

¿Qué es blasfemia? Por supuesto, nadie sabe lo que es, a menos que tome en consideración el lugar donde se encuentre. Lo que es blasfemia en un país podría ser una exhortación religiosa en otro (...) Es decir, la ofensa o no de los sentimientos religiosos depende más de quien se siente ofendido que del ofensor. Yo tomaría en cuenta no solo el lugar, sino que también la época."
"Lo bueno (y necesario) de blasfemar. AECH  (citando a Robert G. Ingersoll)

## Antecedentes

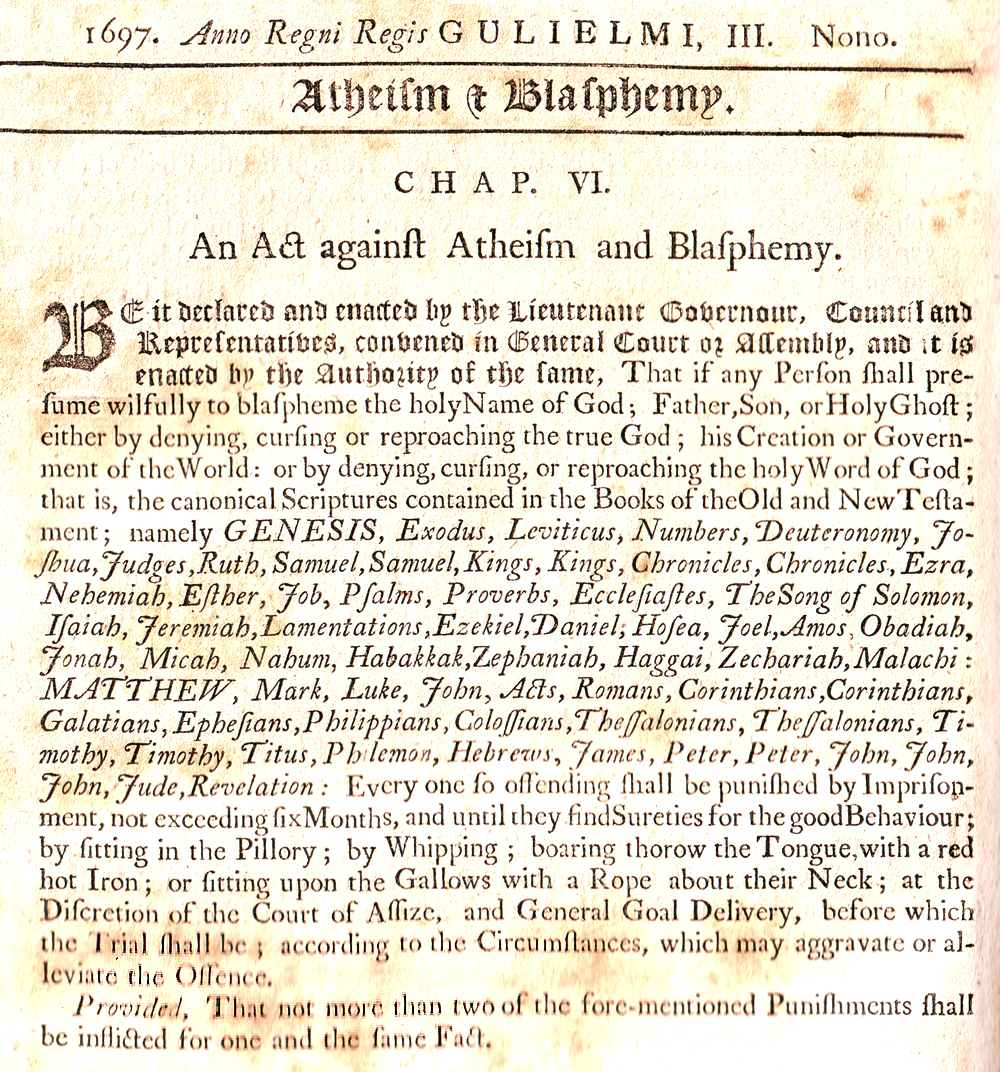
«An Act against Atheism and Blasphemy, Massachusetts Bay Colony, 1697» (Acta contra la blasfemia y ateísmo, Colonia de Massachusetts, 1697). Respecto a las penas dice: «Cada infractor será castigado con: pena de prisión no superior a seis meses(...); puesto en la picota; por azotes; atravesada la lengua con un hierro al rojo vivo; o sentado en la horca con una cuerda alrededor de su cuello...»

En muchos países del mundo existen leyes contra la blasfemia. Aunque en gran parte de Europa y América del Norte han sido abolidas, siguen vigentes en Austria, Dinamarca, Finlandia, Grecia, Italia, Liechtenstein, Islandia, Países Bajos y San Marino. También hay «leyes de desacato» religioso en 21 países europeos.
Irlanda aprobó la Ley de difamación de 2009 (Defamation Act 2009): «Una persona que publique o pronuncie blasfemias será culpable de un delito y podrá ser condenada a una multa que no excederá de 25 000 euros».
Finlandia ha sido el escenario de varios juicios notables sobre la blasfemia en la década de 2000. Jussi Halla-aho, un lingüista finlandés, bloguero político, concejal de Helsinki y posteriormente miembro del parlamento, fue acusado de «culto religioso preocupante» debido a publicaciones en Internet en las que llamó a Mahoma pedófilo. Halla-aho fue multado con 330 euros.
En India, en abril de 2012, Sanal Edamaruku denunció el fraude en un supuesto milagro de la Iglesia católica de Bombay, y fue acusado de blasfemia por ofender a un grupo religioso, lo que significa cárcel en dicho país. Edamaruku debió huir al exilio en Finlandia, y de allí a otros países.
El artículo 525 del Código Penal de España considera «escarnio» de «sentimientos» religiosos, "dogmas», «creencias» o «ritos o ceremonias». Esta extensión a «dogmas» y «creencias» lo hace bastante cercano a una ley de blasfemia en la práctica, dependiendo de la interpretación del juez.
En algunos países, la blasfemia se castiga con la muerte, como en Afganistán, Pakistán, y Arabia Saudita. Seis estados de EE. UU., Massachusetts, Míchigan, Carolina del Sur, Oklahoma, Pensilvania y Wyoming, todavía tienen leyes contra la blasfemia en su legislación, a pesar de que en muy raras ocasiones son aplicadas.
En cambio, existen naciones como Países Bajos que han despenalizado totalmente la blasfemia.